# Harry Samit
Harry Samit és un agent especial de l'Federal Bureau of Investigation assignat a l'l'oficina de camp del FBI a Minneapolis (Minnesota). És un antic aviador naval de la marina dels Estats Units, Oficial de Servei Secret Naval, i un pilot privat certificat pel FAA. Ell és més conegut per la detenció de Zacarias Moussaoui el 16 d'agost de 2001.
L'oficina de Samit va tindre constància de Moussaoui gràcies a Tim Nelson i Hugh Sims, un antic director de programa i un antic instructor de vol certificat, respectivament, de la Pan-Am International Flight Academy a Eagan (Minnesota).